# Acerentomon mesorhinus
Acerentomon mesorhinus är en urinsektsart som beskrevs av Ionesco 1930. Acerentomon mesorhinus ingår i släktet Acerentomon och familjen lönntrevfotingar. Inga underarter finns listade i Catalogue of Life.